# Kalle Ankas frieri
Kalle Ankas frieri (engelska: Mr. Duck Steps Out) är en amerikansk animerad kortfilm med Kalle Anka från 1940. Filmen är den första som Kalle Ankas flickvän Kajsa Anka är med i.

## Handling
Kalle Anka ska träffa sin flickvän Kajsa Anka. Han gör allt för att imponera på henne då hon gör till sig för honom, men det hela försvåras när Knattarna följer med.

## Om filmen
Filmen hade svensk premiär den 16 december 1940 på Sture-Teatern i Stockholm som innehåll ingick i kortfilmsprogrammet Kalle Ankas gästabud, tillsammans med fyra kortfilmer till; Segelflyg i USA (ej Disney), Kalle Ankas aktersnurra, Pluto i skrattspegeln och Kalle Anka som klisterprins. Som separat kortfilm visades denna året därpå den 26 januari på biografen Lyran som också ligger i Stockholm.

## Rollista
- Clarence Nash – Kalle Anka, Knatte, Fnatte och Tjatte, Kajsa Anka[11]